# 黃廷烜
黃廷烜（越南语：／，1857年—？年），越南阮朝官員。

## 生平
黃廷烜是承天府香茶縣隆湖總隆湖社（今屬承天順化省香茶市社香湖社隆湖村）人，嗣德十年（1857年）出生。成泰三年（1891年），黃廷烜參加承天場鄉試，考中舉人。成泰七年（1895年），會試中格，庭試考中副榜。後仕至鴻臚寺卿。